# Idioma protobaltoeslavo
El protobaltoeslavo (PBS o PBSl) es una protolengua hipotética reconstruida que descendería del protoindoeuropeo (PIE). A partir del protobaltoeslavo, se cree que se desarrollaron las lenguas baltoeslavas posteriores, compuestas por las subramas bálticas y eslavas, e incluyendo el lituano, el polaco, el ruso y el serbocroata modernos, entre otros.
Como la mayoría de las otras protolenguas, no está atestiguada por ningún texto superviviente, pero ha sido reconstruida mediante el método comparativo. Hay varias isoglosas que las lenguas bálticas y eslavas comparten en fonología, morfología y acentología, que representan innovaciones comunes de la época protoindoeuropea y pueden ordenarse cronológicamente.

## Fonología

### Consonantes
Las oclusivas aspiradas con voz protoindoeuropea perdieron su aspiración en protobaltoeslavo. Las oclusivas ya no se distinguían entre fortis y aspiradas, sino que eran sordas y sonoras. Sin embargo, se habían desarrollado varias consonantes palatales nuevas (postalveolares): *ś y *ź de oclusivas palatovelares anteriores y *š de *s como resultado de la ley del sonido Ruki.
|                     | Labiales | Labiales | Coronales | Coronales | Palatales | Palatales | Velares | Velares |
| ------------------- | -------- | -------- | --------- | --------- | --------- | --------- | ------- | ------- |
| Nasales             | m        | m        | n         | n         |           |           |         |         |
| Oclusivas           | p        | b        | t         | d         |           |           | k       | g       |
| Fricativas          |          |          | s         | (z)       | ś, š      | ź         |         |         |
| Vibrantes múltiples |          |          | r         | r         |           |           |         |         |
| Laterales           |          |          | l         | l         |           |           |         |         |
| Aproximantes        | w        | w        |           |           | j         | j         |         |         |

- [z] surgió como un alófono de /s/ antes de una consonante sonora en protobaltoeslavo.

### Vocales
El protobaltoeslavo conservó gran parte del sistema vocal protoindoeuropeo tardío. La *o corta se fusionó con *a, y la anterior *eu se había convertido en *jau.
|         | Corto      | Corto       | Largo      | Largo       | Diptongo   | Diptongo    |
|         | Anteriores | Posteriores | Anteriores | Posteriores | Anteriores | Posteriores |
| ------- | ---------- | ----------- | ---------- | ----------- | ---------- | ----------- |
| Cerrada | i          | u           | ī          | ū           |            |             |
| Media   | e          |             | ē          | ō           | ei         |             |
| Abierta |            | a           |            | ā           | ai         | au          |

El protobaltoeslavo también poseía "diptongos sonoros", que consistían en una vocal corta seguida de *l, *m, *n o *r.  Estos fueron heredados del protoindoeuropeo y se formaron de nuevo a partir de sonorantes silábicas PIE. Aunque no son diptongos en el sentido tradicional, se comportaban como un núcleo de una sola sílaba en protobaltoeslavo y podían soportar vocales agudas largas y diptongos regulares.
|    | -l | -m | -n | -r |
| -- | -- | -- | -- | -- |
| a- | al | am | an | ar |
| e- | el | em | en | er |
| i- | il | im | in | ir |
| u- | ul | um | un | ur |

### Acento
La mayoría de las palabras protobaltoeslavas se pueden acentuar en cualquier sílaba, como en protoindoeuropeo. La ubicación del acento cambió significativamente en relación con PIE, con una nivelación muy paradigmática del acento PIE móvil, junto con cambios hacia la izquierda y hacia la derecha condicionados por los fonemas circundantes. Todavía existe cierto desacuerdo entre los lingüistas sobre la posición exacta del acento en cada forma protobaltoeslava y las reglas que rigen estos cambios.

## Protobáltico y protoeslavo
Los estudiosos plantearon dudas sobre la posible relación entre las lenguas eslavas y bálticas ya a finales del siglo XVIII. En 1802, el influyente erudito alemán en lenguas e historia eslavas, August Ludwig von Schlözer, describió cómo su comprensión de esta relación había cambiado a lo largo de los años: mientras que anteriormente había sostenido que los pueblos "letones" o "antiguos prusianos" hablaban lenguas que pertenecían al grupo eslavo, había llegado a verlos como una familia lingüística independiente.
Anteriormente se pensaba que el baltoeslavo se dividió en dos ramas, las lenguas bálticas y las eslavas, que se desarrollaron como una única lengua común durante algún tiempo después. Más recientemente, los estudiosos sugieren que el Báltico no era una única rama del baltoeslavo, con el antiguo prusiano ("Báltico occidental") separado del lituano y el letón ("Báltico oriental").

## Otras lecturas
- BUBENIK, VIT. "Some issues in Balto-Slavic accentology". In: Linguistics 18, no. 11-12 (1980): 997–1018. https://doi.org/10.1515/ling.1980.18.11-12.997
- Szemerényi, Oswald (1957). «The problem of Balto-Slav unity». Kratylos 2: 97-123.